# Aéroport d'Ōita
L'aéroport d'Ōita (岡山空港, Ōita kūkō) (code IATA : OIT • code OACI : RJFO), est un aéroport situé à Kunisaki, au Japon.

## Situation
| Akita Amami Aomori Asahikawa Chūbu Fukuoka Fukushima Hakodate Hanamaki Hiroshima Ibaraki Ishigaki Izumo Kagoshima Kansai Kitakyushu Kobe Kōchi Komatsu Kumamoto Kumejima Kushiro Iwakuni Matsuyama Memanbetsu Miho-Yonago Misawa Miyako Miyazaki Nagasaki Nagoya Naha Tokyo · Narita Niigata Ōita Okayama Osaka Saga Sendai Shin-Chitose Shizuoka Shonai Takamatsu Tokachi-Obihiro Tokushima Tokyo · Haneda Tottori Toyama Tsushima Yamaguchi Ube |

## Statistiques
Pour des raisons techniques, il est temporairement impossible d'afficher le graphique qui aurait dû être présenté ici.

Voir la requête brute et les sources sur Wikidata.